# Nogales, Durango
Nogales är en ort i Mexiko.   Den ligger i kommunen Canatlán och delstaten Durango, i den centrala delen av landet, 800 km nordväst om huvudstaden Mexico City. Nogales ligger 1 934 meter över havet och antalet invånare är 397.
Terrängen runt Nogales är platt österut, men västerut är den kuperad. Terrängen runt Nogales sluttar österut. Runt Nogales är det glesbefolkat, med 9 invånare per kvadratkilometer. Närmaste större samhälle är Canatlán, 9,3 km norr om Nogales. Trakten runt Nogales består till största delen av jordbruksmark.